# Шехзаде (мечеть)
Мечеть Шехзаде (тур. Şehzade Camii, від перс. شاهزاده, шахзаде — принц), або Мечеть принца — архітектурна пам'ятка Стамбулу, зведена у 1548 році архітектором Сінаном. Була споруджена за наказом султана Сулеймана I Пишного, в пам'ять про їхнього з Роксоланою старшого сина Мехмеда, померлого у 1543 році у 21-річному віці. Розташована у кварталі Шехзадебаши району Фатіх в європейській частині Стамбулу.

## Архітектура
Султан Сулейман I Пишний наказав архітектору Сінану обчислити геометричний центр міста та спорудити там мечеть і мавзолей для сина. Що і було зроблено; центр тодішнього Стамбулу означає квадратна колонна, що стоїть над огорожею мечеті.
Хоча мечеть Шехзаде перша мечеть архітектора Сінана, вона є одним з найкрасивіших архітектурних пам'ятників Стамбула. Цією першою імперською мечеттю, що будувалася впродовж 5 років (1543—1548) вартістю приблизно 13 мільйонів франків, розпочинається золоте століття османської архітектури.
Будівля мечеті має квадратну форму й покрита великим куполом. Чотири напівкупола, що спираються на низькі стіни підтримуються всередині чотирма великими арками, які стоять на восьми кутових стовпах, а їх верхня частина має канелюри. У чотирьох точках з'єднання напівкуполів знаходяться циліндричні масивні башточки, які служать контрфорсами. Мечеть Шехзаде виявляє ясну упорядковану ієрархію куполів і напівкуполів. Центральний купол висотою 37 м піднімається вище над оточуючим простором.
Вхід до мечеті пролягає через внутрішній двір. До мечеті ведуть три двері. Інші будівлі, у тому числі медресе, знаходяться у межах зовнішнього двору.

## Інтер'єр
Інтер'єр мечеті у цілому симетричний, обрамлений напівкуполами за всіма чотирма сторонами (архітектурний експеримент Сінана). Усередині будівлю прикрашає кольорове скло та вінки з кам'яними квітами.
Мечеть оточена арочною галереєю, що прикрашена білим та червоним мармуром разом з аркадами, які тримаються на мармурових та гранітних колонах утворила паперть. По обидві сторони паперті піднімаються два багатокутні мінарети, прикрашені рельєфним орнаментом. З верху кожного балкон (шюрфе) з виступами.

## Тюрбе
У саду на схід від мечеті, розташована тюрбе, де поховані сини Сулеймана I і Роксолани — старший Мехмед (Сулейман вважав його своїм спадкоємцем) та Джихангір.
Вона має восьмі кутову форму. Вісім зовнішніх фасадів з мармуру закінчуються галереєю прикрашеною великими трилисниками. Вікна у будівлі різнокольорові та розташовані двома рядами; у нижньому вікна стрільчасті, у верхньому чотирьох кутові. Від землі до другого ряду вікон кути восьмикутника оброблені стрічкою кристалічного типу. Усього вікон тридцять два, по чотири вікна на кожній стороні восьмикутника. Над кожним вікном на фаянсовому панно зроблені написи білими літерами на темно-синьому фоні. Обрамляють їх квіти.
Від землі до основи купола стіни покриті емалевими панно з такими ж прикрасами, як і у перестилі. Над галереєю трилисників тюрбе набуває круглої форми у барабана, який є основою для купола. Купол прикрашений квітами та зеленими листями, що утворюють на білому фоні медальйони. Свинцевий дах зроблений з луски з закругленими краями; в міру наближення до вершини купола, де знаходиться алем, вони становляться дрібнішими.
Вхід до тюрбе через перестиль, утворений чотирма колонами (дві з зеленого мармуру, а інші з червоного). Перестиль має круглий купол. Дубові двері прикрашені чорним деревом та слоновою кісткою. Над нею знаходиться напис визолоченими літерами. Мармурова підлога встелена килимом.
Тіло князя знаходиться посеред будівлі між могилами його брата та жінки. Над гробницями знаходиться балдахін зроблений з горіхового дерева та прикрашений геометричними розетками з перламутровою інкрустацією.

## Усипальниці
У задній частині мечеті розташований восьми кутовий мавзолей шехзаде Мехмеда, який прикрашає купол, та гробниці — Великим візирам Ібрагіму-паші та Рустему-паші. Усі усипальниці повністю прикрашені ізникськими ізразцами та вітражами XVI століття.

## Галерея

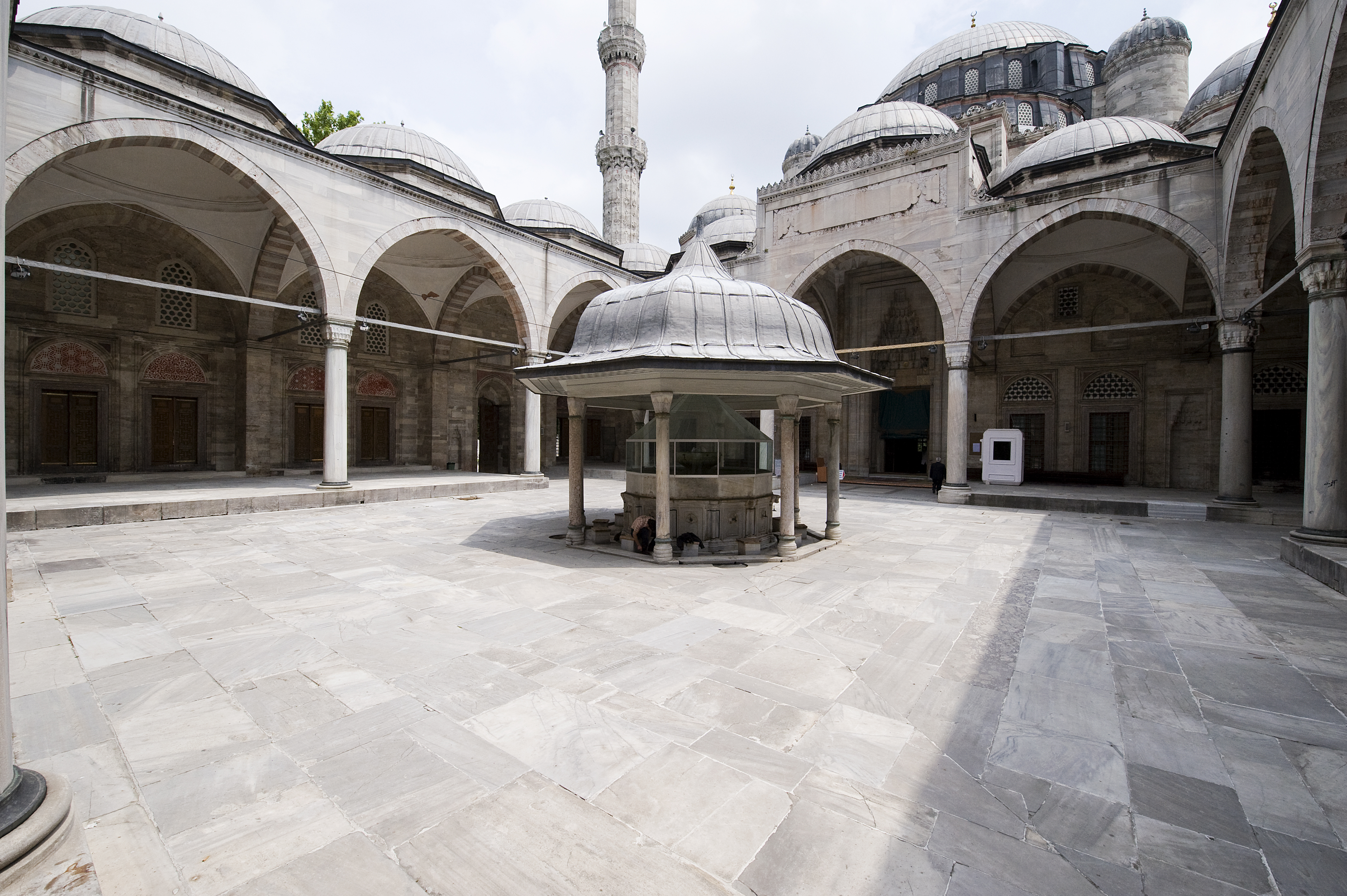
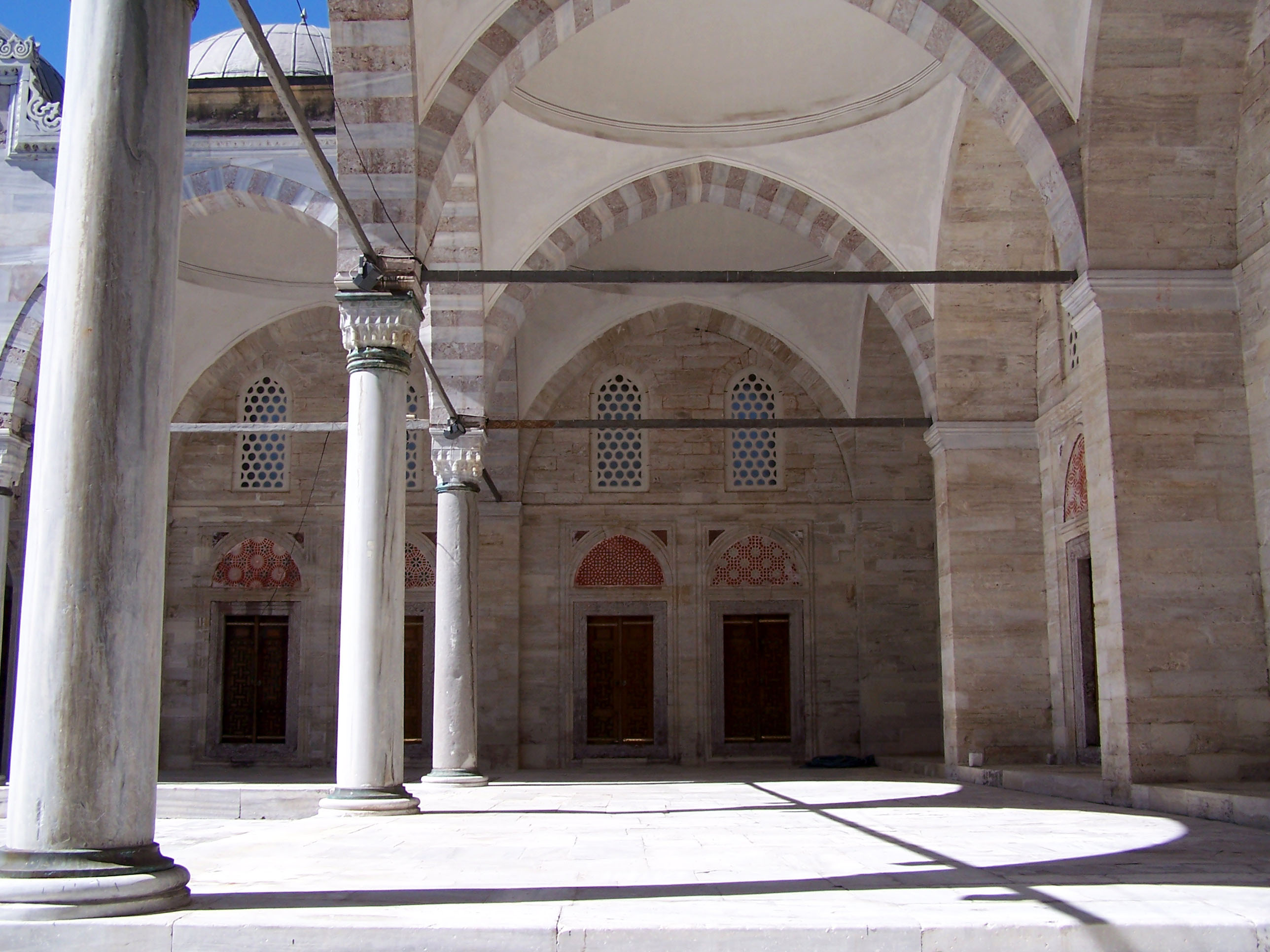
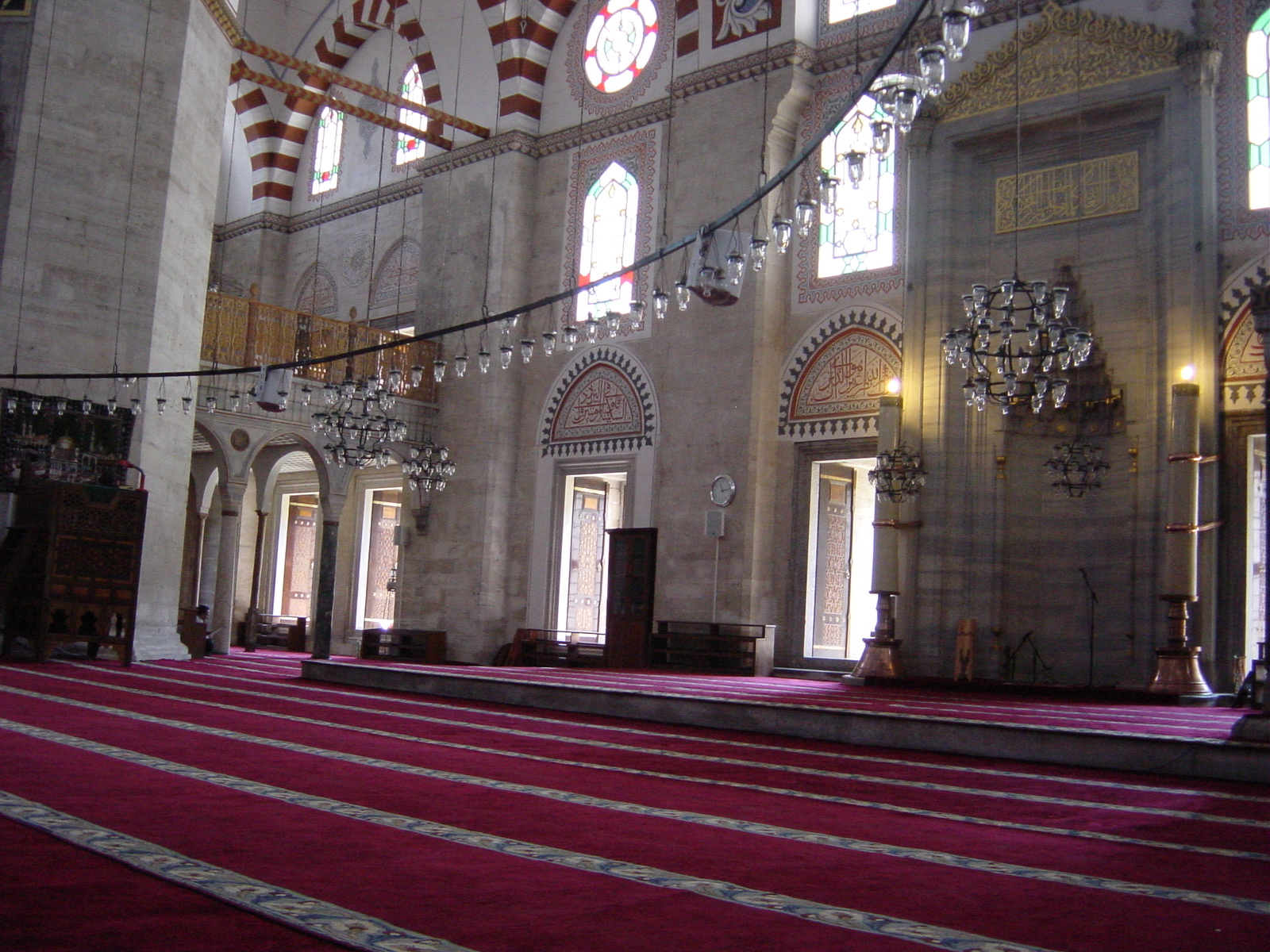
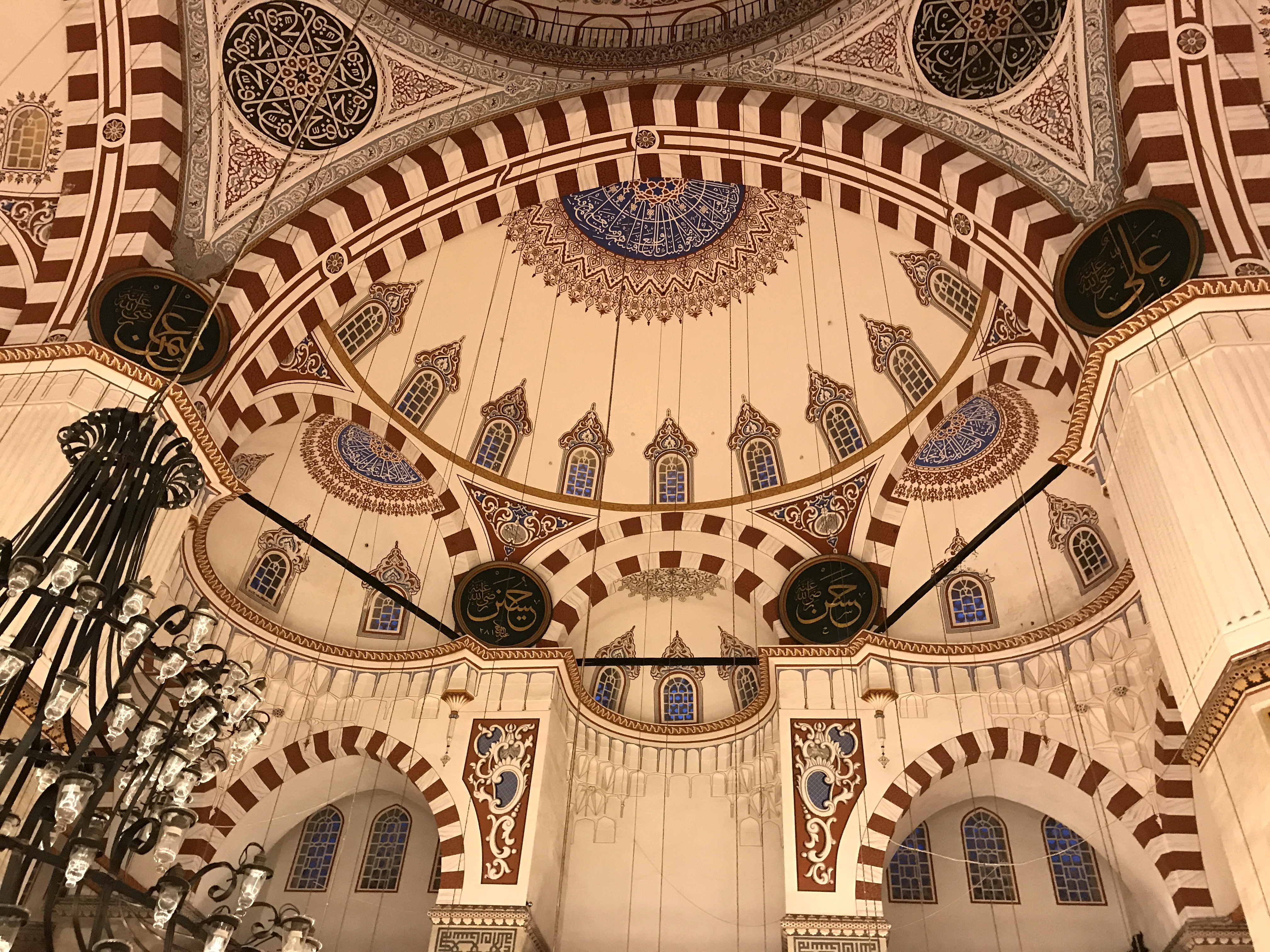
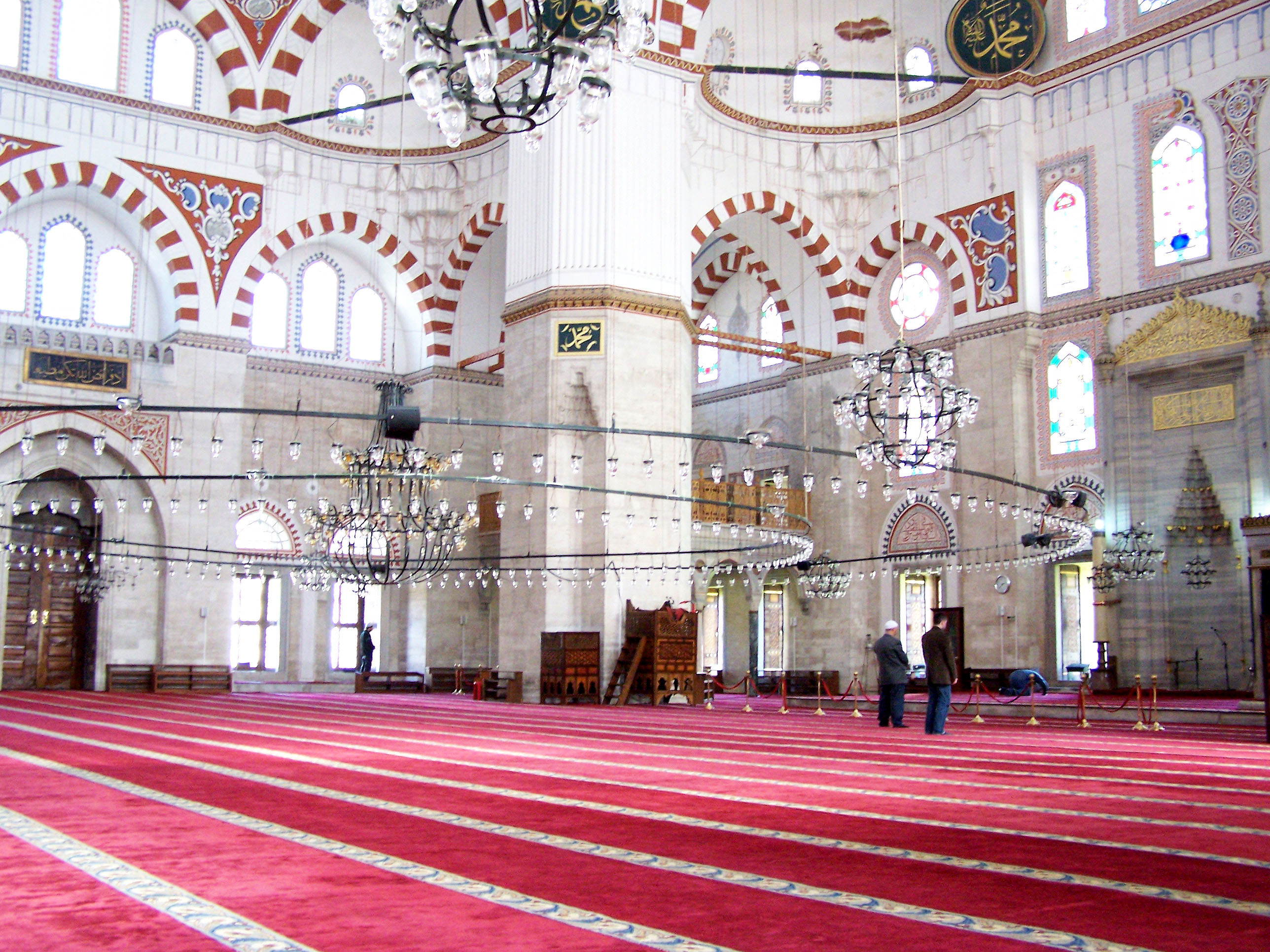
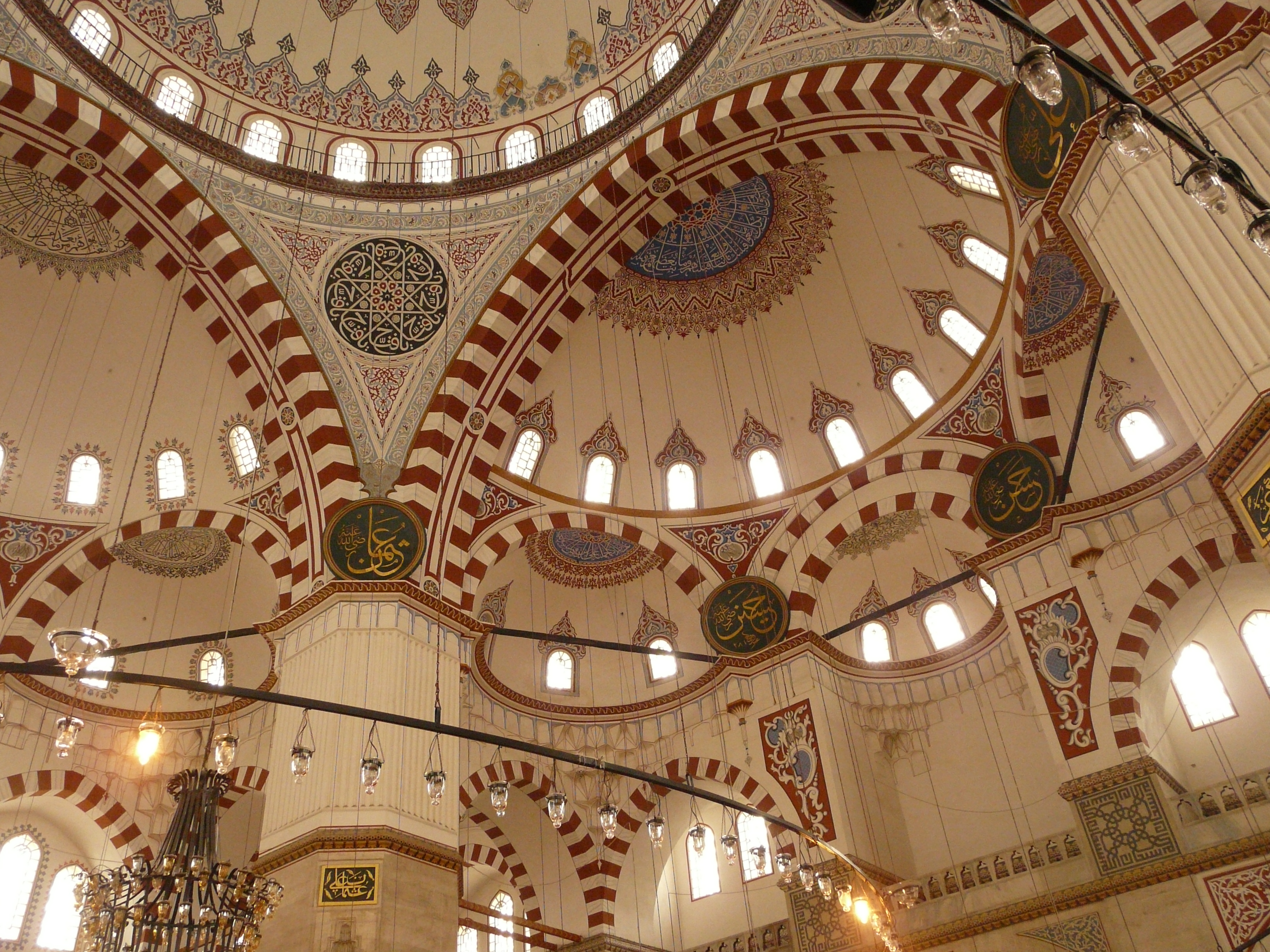
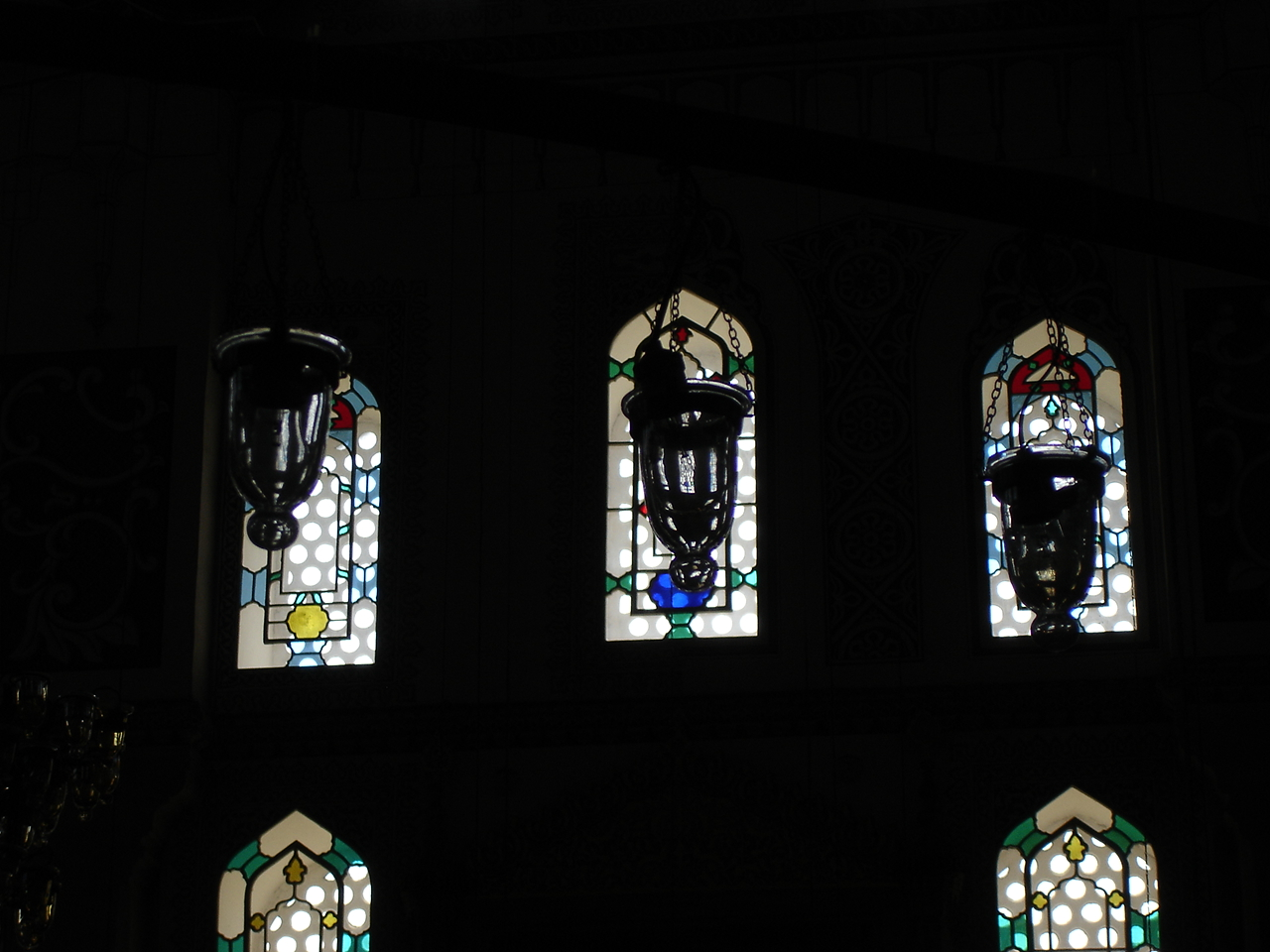
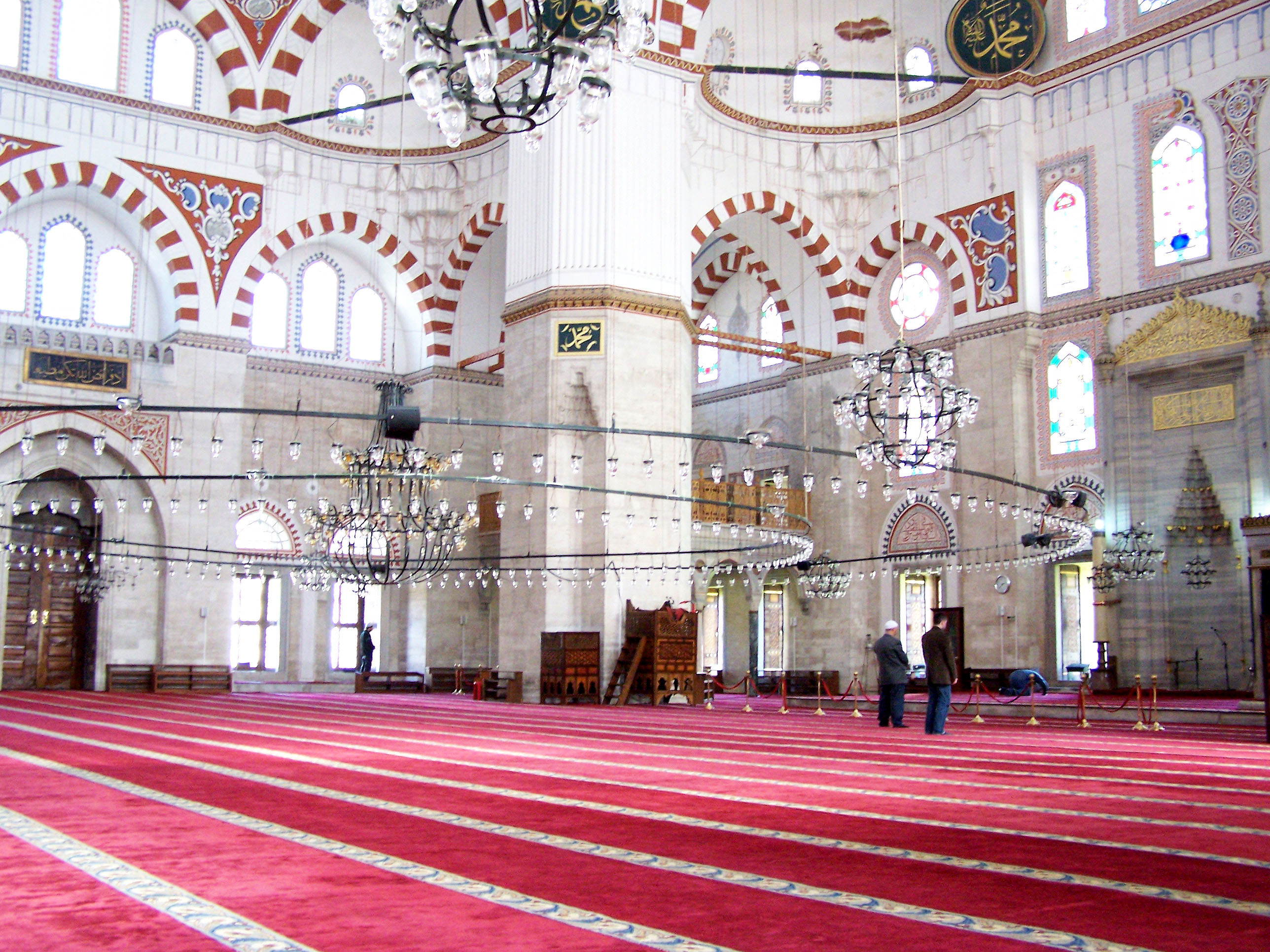
Мечеть Шехзаде, Стамбул, Туреччина
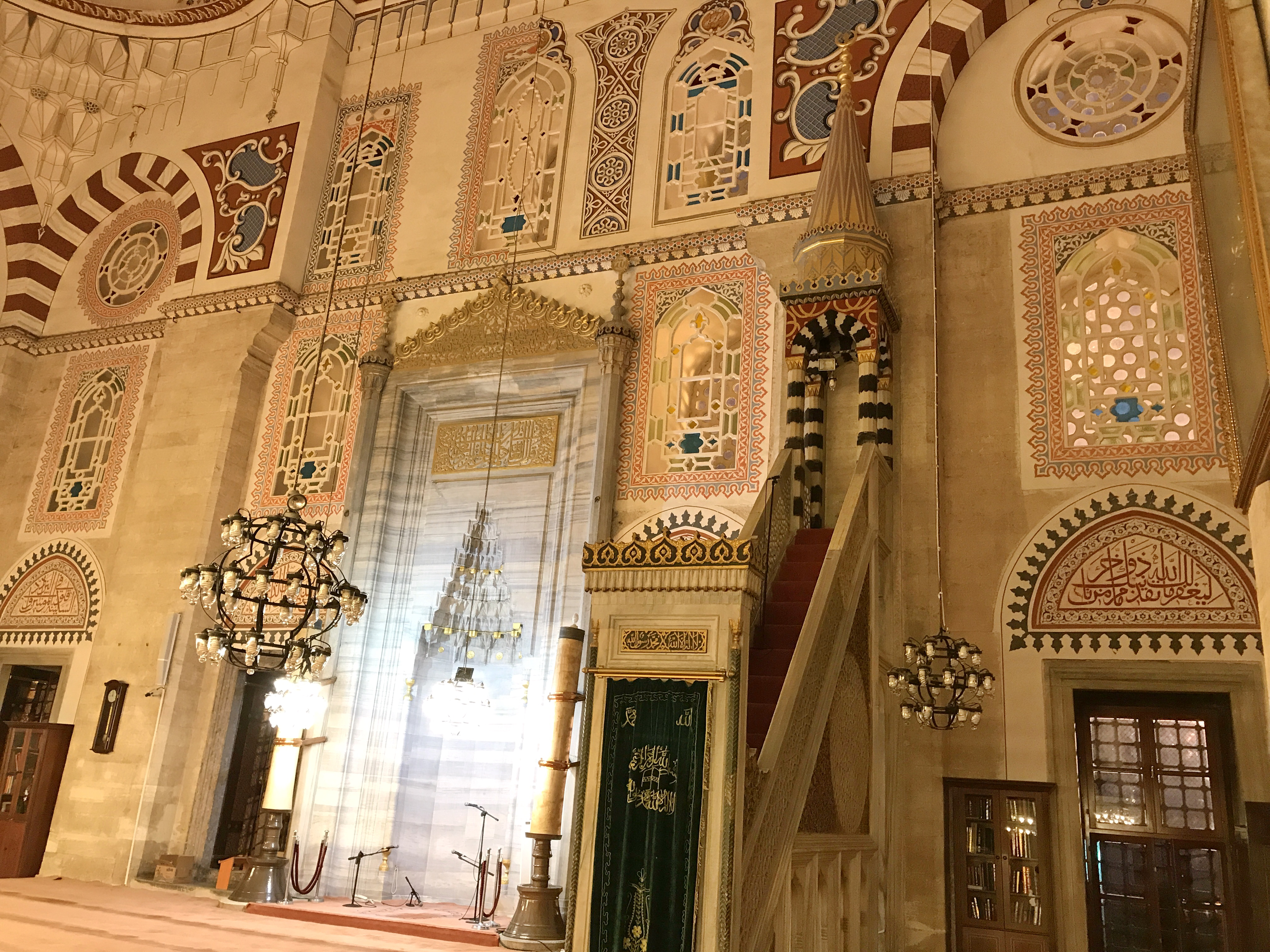
Мечеть Шехзаде, побудована Мімаром Сінаном у Стамбульському районі Фатіх
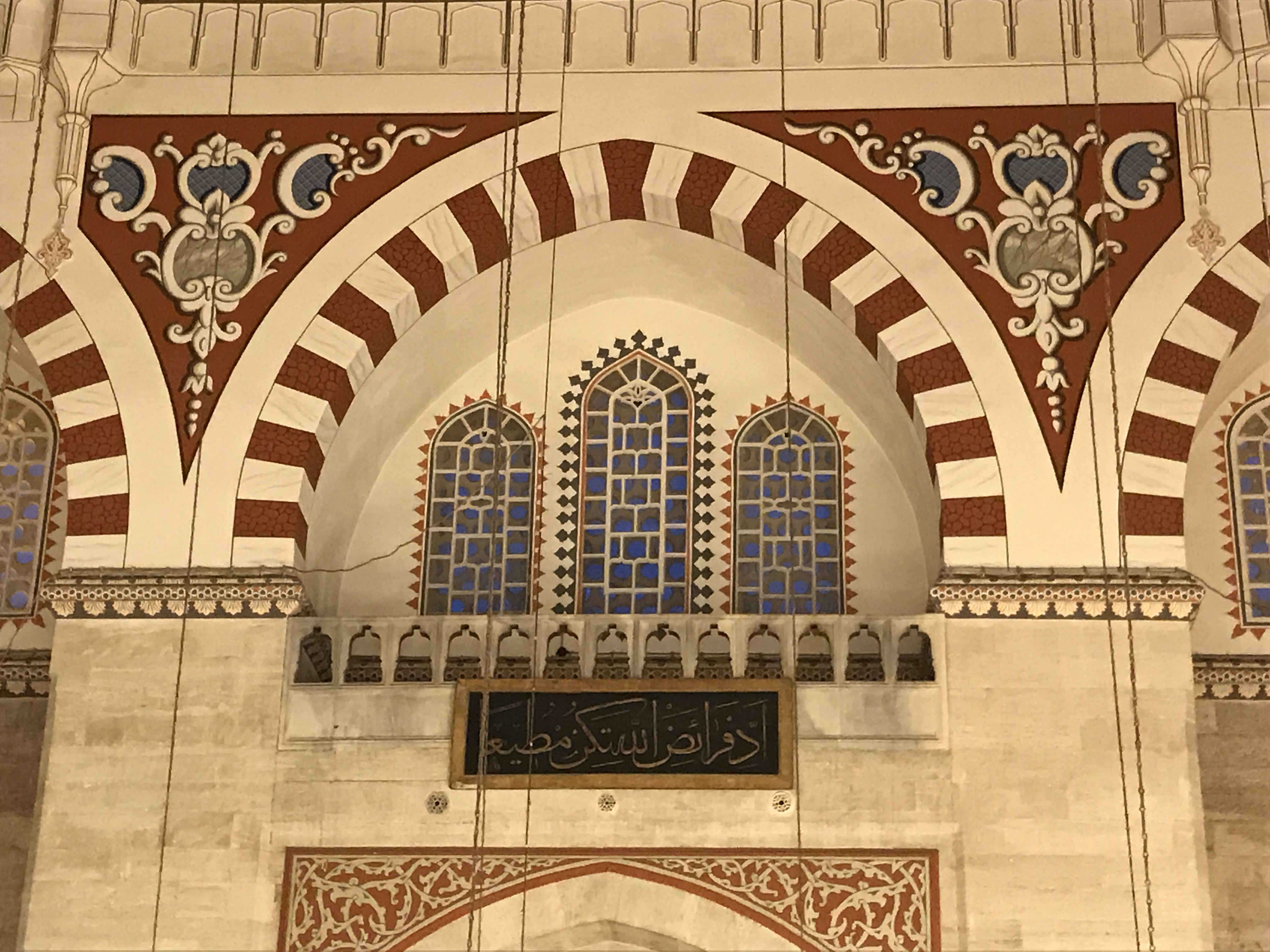
Мечеть Шехзаде, Стамбул, Туреччина